# Ржавец 2-й
Ржавец 2-й — деревня в Суворовском районе Тульской области России. 
В рамках административно-территориального устройства относится к Бряньковской сельской территории Суворовского района, в рамках организации местного самоуправления входит в Северо-Западное сельское поселение.
Ранее, до 1929 года, село Ржавец входило в состав Лихвинского уезда Калужской губернии.

## География
Расположена в 29 км к западу от города Суворов, в 21 км к югу от села Перемышль (Калужская область) и в 9 км к северу от города Чекалин.

## История

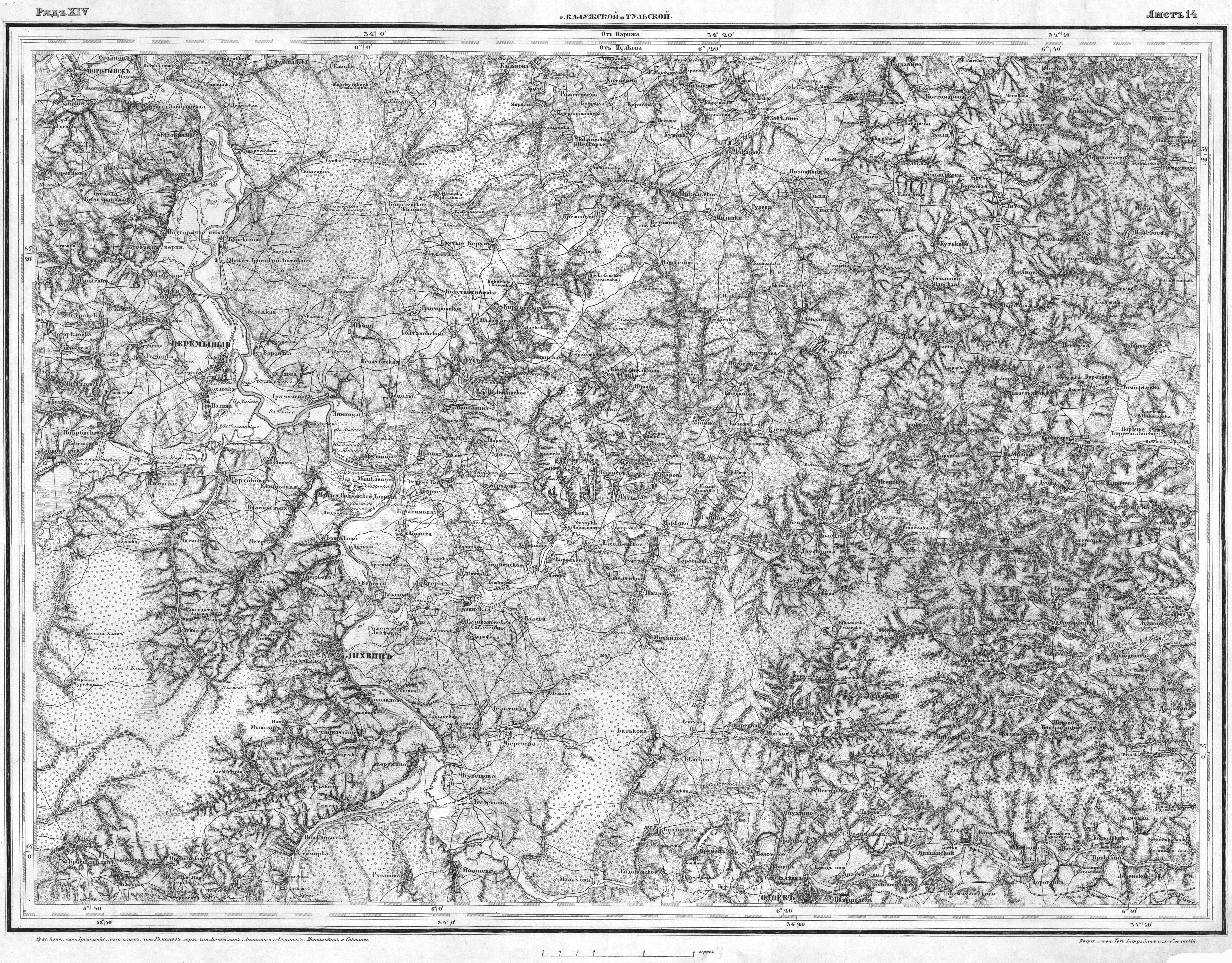
Лихвинский уезд. Лист из комплекта топографических карт Калужской губернии. 1860—1890 гг. Карта Шуберта. Масштаб: 3 версты в дюйме. 1 см = 1260 м

Этимология слова Ржа́вец м. ржавое болото, красножелезистая мочижина, родники из-под буро-железной руды; || железистый ручеек изо ржавого болота, почему местами ржавцем зовут вообще ключ, родник, живец, ручей. Толковый словарь живого великорусского языка Владимира Даля

Первое упоминание о селе Ржавец относиться к 1507 году: 
«…по поводу Троицкой церкви в селе Ржавце, лежащем на берегу речки Вялки (левом притоке Оки) в 7 км к северо-западу от Лихвина (см. выше карту), писцовые книги сообщают: «и в церкви образы и книги, и ризы, и все — строение приходское, а колокола — строение князя Никиты Одоевского». Летом 1507 г. именно село Ржавец было местом сосредоточения части русских войск, собранных для отражения неожиданного набега крымских татар на белевские, одоевские и козельские места, причем эти силы возглавлял не кто иной, как князь Василий Семенович Швих Одоевский. Сопоставляя показания писцовых и разрядных книг, можно сделать важный вывод о том, что в 1507 г. города Лихвина как такового ещё не существовало (или он пребывал в запустении), а центром лихвинских владений князей Одоевских в левобережье Оки, по-видимому, было село Ржавец.»
В Ржавце 1770-х гг. были помещичьи усадьбы Авдотьи Васильевной Ергольской, Авдотьи Артамоновной и Ивана Назаровича Тимирязева. В середине XIX в.: подпоручика И. В. Ергольского и генерал-лейтенанта И. С. Тимирязева (По сообщению Мемориального музея-квартиры К. А. Тимирязева: Иван Семенович Тимирязев после увольнения с военной службы уехал в своё имение Ржавец Лихвинского уезда Калужской губернии, доставшееся его отцу по духовному завещанию от брата Василия Ивановича Тимирязева (полковник, губернский предводитель дворянства с 1812 по 1814 годы).
В 1880-х гг. в Ржавце усадьба потомственных почётных граждан купцов Криворотовых — Матвея Ивановича (1839—1915) и Николая Ивановича (1849—1918), владельцев Песоченского чугунолитейного и чугуноплавильного завода с 1869 г.
Ергольским и Тимирязевым принадлежало также соседнее село Тарасьево; их усадьбы, церковь Иоанна Златоуста 1780 года, и другое соседнее село — Бойтово, где находилась Никольская церковь первой четверти XVIII века.
В 60-х годах XIX века священником Гавриилом Немешаевым в селе была открыта церковно-приходская школа, где обучались до 60 детей.

#### Великая Отечественная война (1941—1945 гг.)
С 19 октября по 23 декабря 1941 г. село находилось под немецкой оккупацией.
Освобождено во время проведения Калужской наступательной операцией частями 413 стрелковой дивизии, 1322-й стрелковым полком (командир — капитан Иван Лукьянович Петухов).

## Население
| 2010 |
| ---- |
| 15   |

1859 год: с. Ржавец (общ.), число дворов: 56, число жителей: 839 человек — 421 (муж.), 417 (жен.).
1897 год: с. Ржавец № 2, число жителей: 156 человек — 80 (муж.), 76 (жен.); с. Ржавец № 3. число жителей: 122 человек — 63 (муж.), 59 (жен.). Всего жителей в Ржавце 2 и 3: 278 человек.
1914 год: с. Ржавец № 2, число жителей: 227 человек — 109 (муж.), 118 (жен.); с. Ржавец № 3, число жителей: 182 человек — 89 (муж.), 93 (жен.). Всего жителей в Ржавце 2 и 3: 409 человек.

## Религия
В деревне находится православная Церковь Троицы Живоначальной, построенная вместо прежней деревянной в 1805 году, местным помещиком, генерал-лейтенантом Алексеем Ивановичем Тимашевым (ок.1750 - после 1823).
Закрытая в 30-х годах XX века, пришедшая в упадок и ныне восстанавливаемая на частные пожертвования. В церкви были освящены три престола: в холодном приделе — во имя Святой Троицы; теплом приделе, с правой стороны — во имя великомученика Никиты память 15/28 сентября, и с левой стороны — во имя святого Николая Чудотворца, память 9/22 мая и 6/19 декабря.
23 сентября 2017 года Преосвященнейший Серафим епископ Белевский и Алексинский совершил чин освящения храма и первую Божественную Литургию в новоосвященном храме в честь Святой Живоначальной Троицы. Настоятель храма — иерей Андрей Нинов.
У храма есть страница Вконтакте и Телеграмм.

## Памятники
В деревне находиться мемориал погибшим жителям окрестных деревень в боях за Родину во время Великой Отечественной войны.

## Галерея

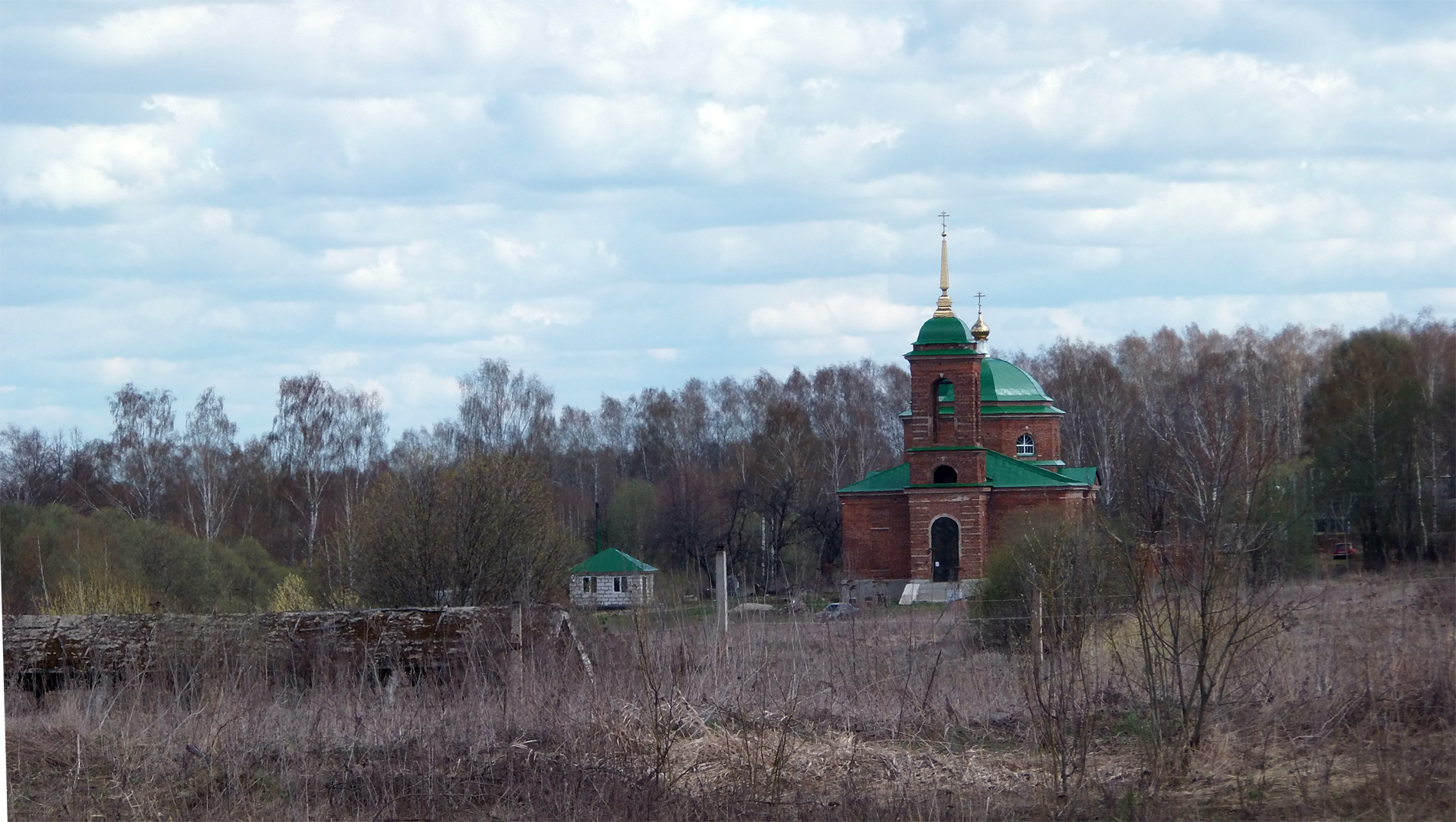
Вид на храм с дороги. 24.04.2016 г.
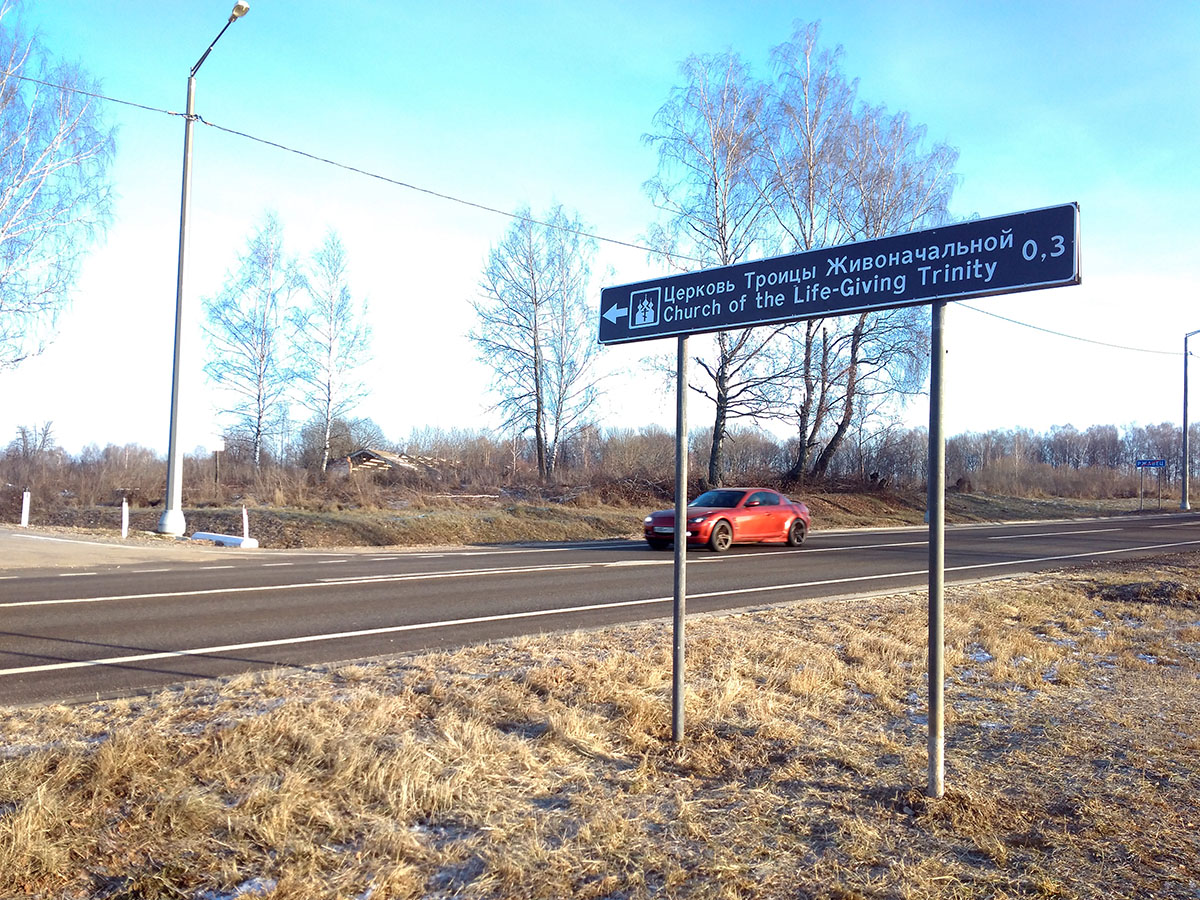
Указатель. Церковь Троицы Живоначальной. 0,3 км.
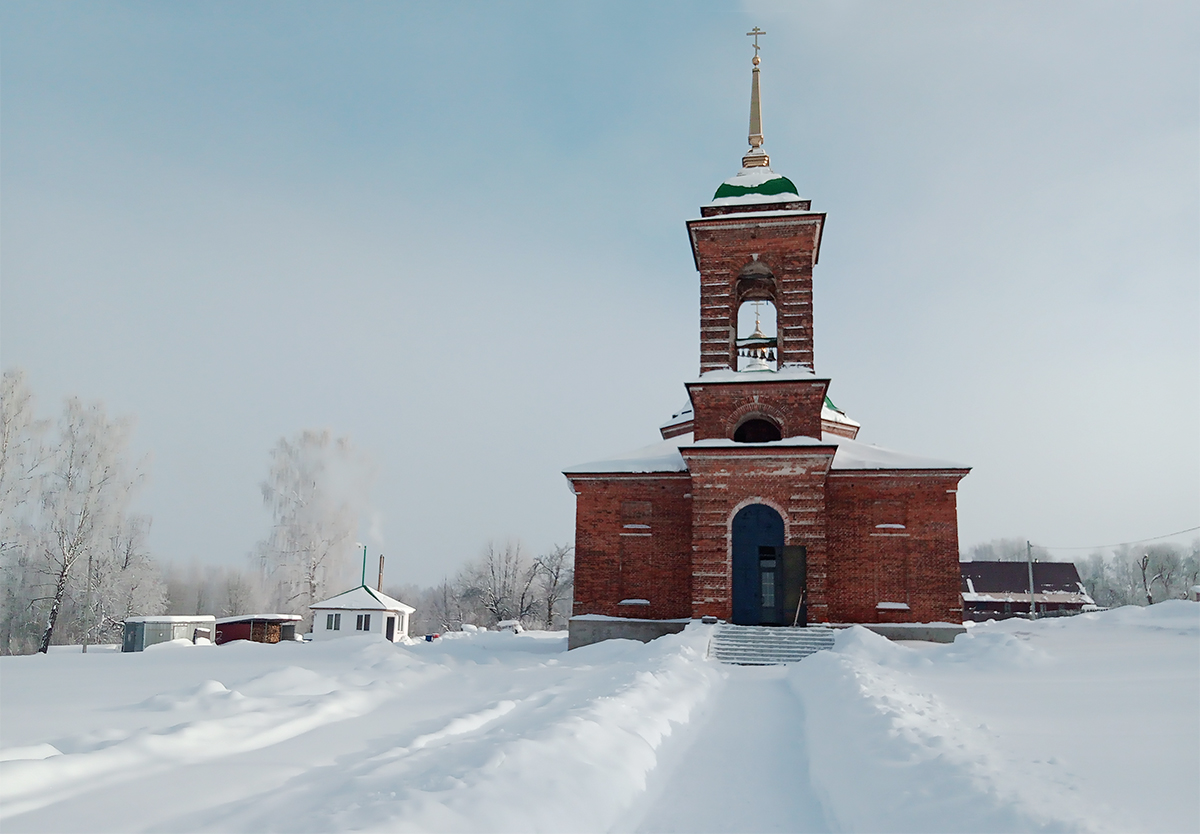
Ржавец. Храм. 5.02.2022 г.

## Транспорт
В 200 метрах от населённого пункта проходит трасса Р92 «Калуга — Орёл».
Автобусное сообщение.
Из города Суворова:
«Суворов, автовокзал — Митинский завод» (2 рейса, ежедневно). Отправление из г. Суворов: 
05:45 и 15:05; прибытие в д. Ржавец: 07:40 и 17:00.
Из города Калуги:
«Калуга, автовокзал  — Орел». (2 рейса, ежедневно) из г. Калуга: 
14:20; прибытие в д. Ржавец: 15:10 (примерное время).
18:20; прибытие в д. Ржавец: 19:10 (примерное время).

Из деревни Ржавец 2:
в город Суворов:
«Митинский завод — Суворов» (2 рейса, ежедневно). Отправление из д. Ржавец: 07:00 и 17:10.
в город Калуга:
«Орёл — Калуга». (2 рейса, ежедневно) (по требованию) д. Ржавец: 
12:10 (примерное время); прибытие г. Калуга (автовокзал): 13:30.
16:40 (примерное время); прибытие г. Калуга (автовокзал): 18:00.

## Известные уроженцы
Краузе, Константин Павлович (8 февраля 1877 — 9 сентября 1964) — российский физик.

### Ржавец на картах
«Старые» карты:
1. Геометрическая карта Калужского наместничества. 1782 г.
2. Карта уездов Калужского наместничества. 1785 г.
3. Генеральная карта Калужского наместничества. 1785 г.
4. Большая карта Российской Империи 1812 года для Наполеона
5. Подробная карта Российской Империи и близлежащих заграничных владений. Столистовая карта. 1816 г.
6. Трехверстка — военно-топографическая карта Калужской губернии. 1850 г.
7. Фрагмент топографической карты Калужской губернии. 1863 г.
8. Специальная Карта Европейской России. 1871 г.
9. Карта Европейской России. 1909 г.
10. Operationskarte R — австрийская карта Европейской части России. 1914 г.
11. Карта РККА N-37 (А) • 1 км. Московская, Калужская, Тульская области. 1941 г.
12. Лётная карта генштаба Люфтваффе 1941 года. Европейская часть СССР. Десятикилометровка. 1941 г.
13. Немецкая карта Rosslawl — Malojaroslawez 1:300000 1941 г.
14. Американская карта России и СССР 50-х годов
15. Топографическая карта Калужской области. 1980 г.
16. Подробные Топографические карты Тульской области. 1982 г.
17. Подробная топографическая карта Московской области. 1987 г.
18. Карты Генштаба N-37 (А) 1:100000. Московская область. Калужская и Тульская области. 1989 г.

Тематические карты:
1. Московская воздушная зона. Транзитные авиационные маршруты. 2010 г.
2. Почвенная карта России. 1988 г.
3. Карта загрязнения после аварии на Чернобыльской АЭС. 1998 г.